# 2,4'-diidrossiacetofenone diossigenasi
La 2,4'-diidrossiacetofenone diossigenasi è un enzima appartenente alla classe delle ossidoreduttasi, che catalizza la seguente reazione:
2,4′-diidrossiacetofenone + O2 ⇄ 4-idrossibenzoato + formato